# Eva Padberg
Eva Padberg (ur. 27 stycznia 1980) – niemiecka modelka.

## Życiorys
Jako modelka zadebiutowała w 1995 roku w Monachium. Po ukończeniu szkoły średniej w 1998 roku rozpoczęła międzynarodową karierę. Najpierw w Paryżu i Tokio, a następnie w Mediolanie, Londynie i Nowym Jorku. Pierwszym poważnym pokazem, w którym wzięła udział był nowojorski pokaz Calvina Kleina w 1998 roku. To otworzyło Evie drzwi do kolejnych projektantów. Wkrótce zaczęła się pojawiać u takich projektantów jak: Nicole Miller, Randolph Duke, Rebecca Taylor, Catherine Malandrino, Custo Barcelona, Diane von Furstenberg, Diesel StyleLab, Etro, Gaspard Yurkevich, Laura Biagiotti, Lloyd Klein, Ruffo Research, Ter et Bantine i David Rodriguez. Wzięła udział w licznych kampaniach reklamowych, jak: André, Astor, Betty Barclay, Brendel, Casio, Coccinelle, Daks, Eres, Ferre Studio, Karstadt, KönigPilsener lemon, Lussile, Marc O'Polo ''Pure Morning'' fragrance, Mercedes-Benz fashion Week Berlin, MCM, Schwarzkopf i Walter Leder. Odbywała sesje zdjęciowe do magazynów mody, m.in. dla francuskiego wydania Madame Figaro.